# Nephele rectangulata
Nephele rectangulata är en fjärilsart som beskrevs av Rothschild 1894. Nephele rectangulata ingår i släktet Nephele och familjen svärmare. Inga underarter finns listade i Catalogue of Life.